# Herbert Behrens (fotograaf)
Herbert Frans Behrens (Amsterdam, 4 september 1931 – 3 augustus 2019) was een Nederlands fotograaf.

## Opleiding en werk
Behrens volgde een opleiding aan de Fotovakschool. In 1951 ging hij aan het werk bij het Amsterdamse fotopersbureau Anefo. Zes jaar later richtte hij voor Anefo een bijkantoor op in Rotterdam. In de periode 1965-1968 vormde hij met fotograaf Wim Consenheim het fotopersbureau Behrens & Consenheim.
Naast zijn werk als persfotograaf fotografeerde hij in de jaren zestig en zeventig vele artiesten en kunstenaars. Deze foto's vonden veelal hun weg naar het Haagse glossy tijdschrift Tiq van Paul Acket. Zo legde hij in 1967 vast hoe de Japanse kunstenares Yayoi Kusama een naakte Joop Schafthuizen en Jan Schoonhoven beschilderde. In datzelfde jaar maakte hij onder meer foto's van Jimi Hendrix. In 1968 fotografeerde hij een jazzconcert van Count Basie in de Doelen in Rotterdam. In 1969 fotografeerde hij The Beach Boys in het Hilton Hotel Rotterdam. In 1970 maakte hij foto's van het Holland Pop Festival in het Kralingse Bos. Andere artiesten die hij voor zijn camera kreeg waren bijvoorbeeld Cliff Richard and the Shadows (1961), Richard Burton en Elizabeth Taylor (1965) en Sarah Vaughan (1969). Ook maakte hij naam als sportfotograaf, met name met foto's van voetballer Coen Moulijn van Feyenoord.
In 1978 had hij een vakantieproject in Montaigu-de-Quersy, Zuid-Frankrijk.
Zijn fotocollectie bevindt zich in het Nederlands Fotomuseum. Foto's die hij maakte voor Anefo bevinden zich in het Nationaal Archief.

## Exposities
- In de periode december 1993 - januari 1994 werden zijn foto's uit de jaren '60 en '70 geëxposeerd in de USVA fotogalerie in Groningen, onder de titel "Toen waren er nog leuke dingen voor de mensen".[7]
- Van 3 oktober t/m 14 november 2004 was in het Museum De Dubbelde Palmboom de tentoonstelling Brandpunt Rotterdam, de jaren zestig gezien door Herbert Behrens te zien.[8]
- Behrens is een van de deelnemende fotografen op de tentoonstelling School - Verliefd, verveeld, verslapen van 8 april t/m 6 augustus 2023 in het Fotomuseum Den Haag.[9]

## Persoonlijk
Zijn eerste huwelijk was in 1959 met Carla Tsang, de latere modeontwerpster Fong Leng.

## Publicatie
- Behrens H Bool F Tekstbureau Janny ter Meer (Overveen). Brandpunt Rotterdam: De Jaren Zestig Gezien Door Herbert Behrens. Rotterdam Amsterdam: Koppel; De Prom; 2004.

## Galerij

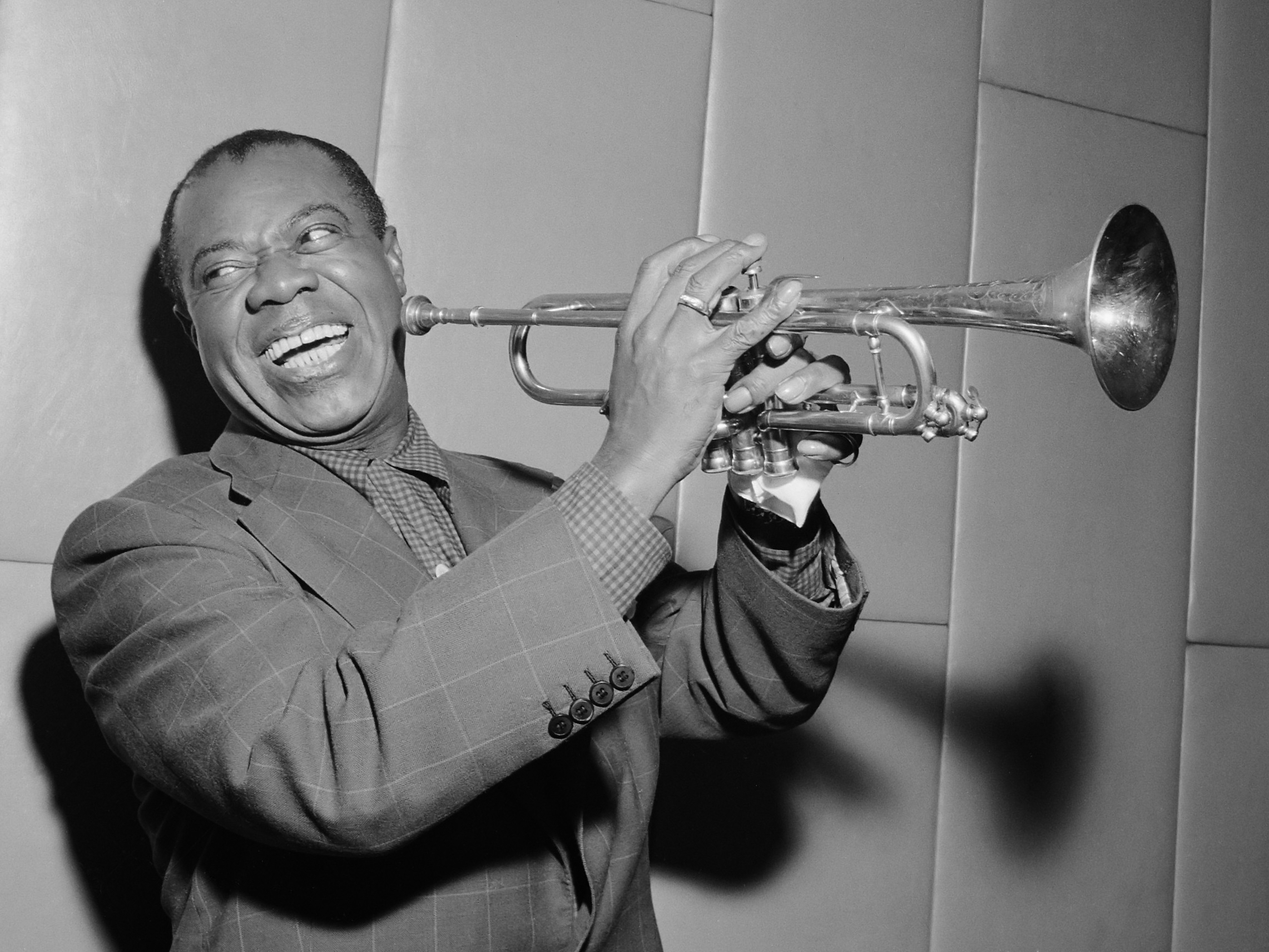
Louis Armstrong (1955)
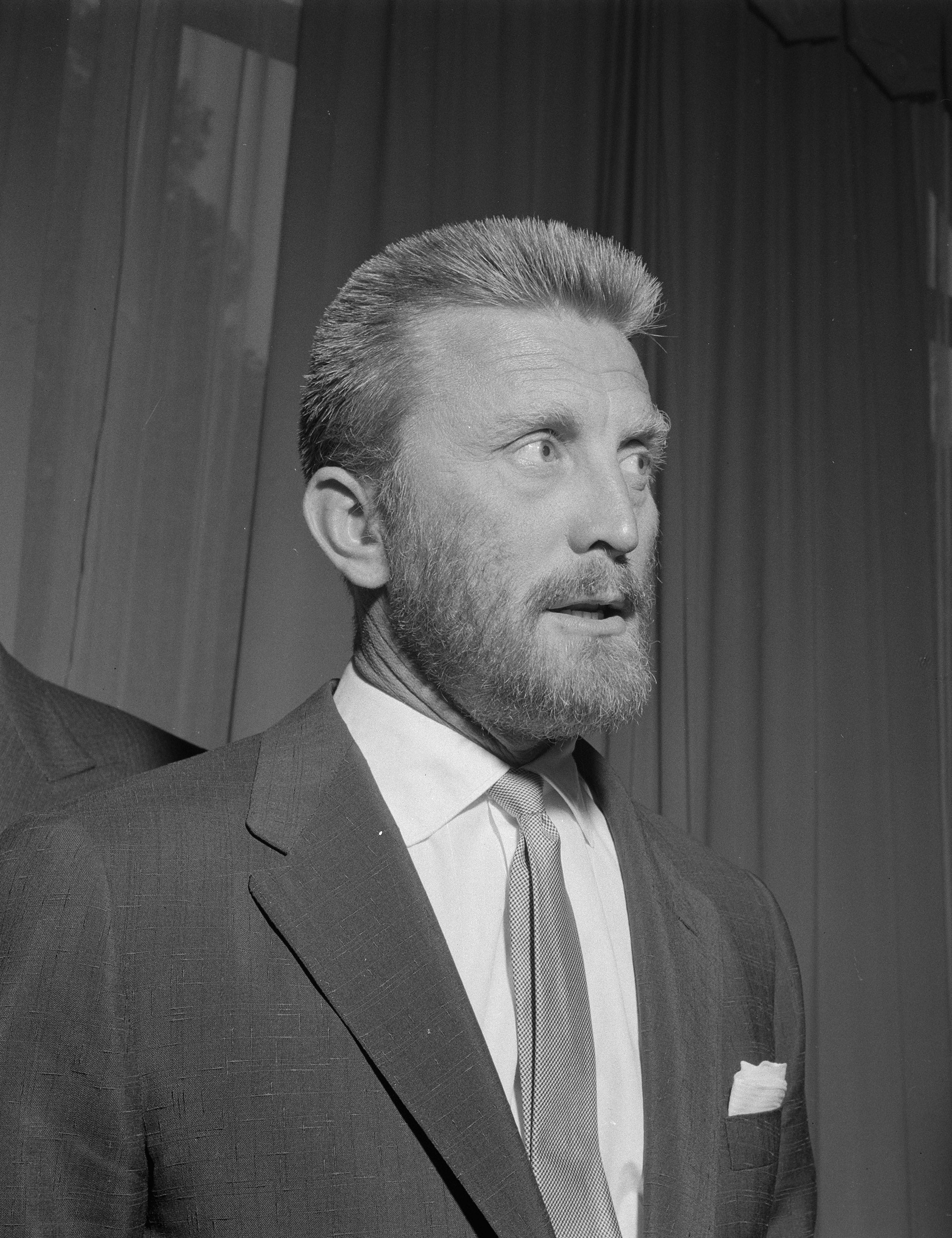
Kirk Douglas
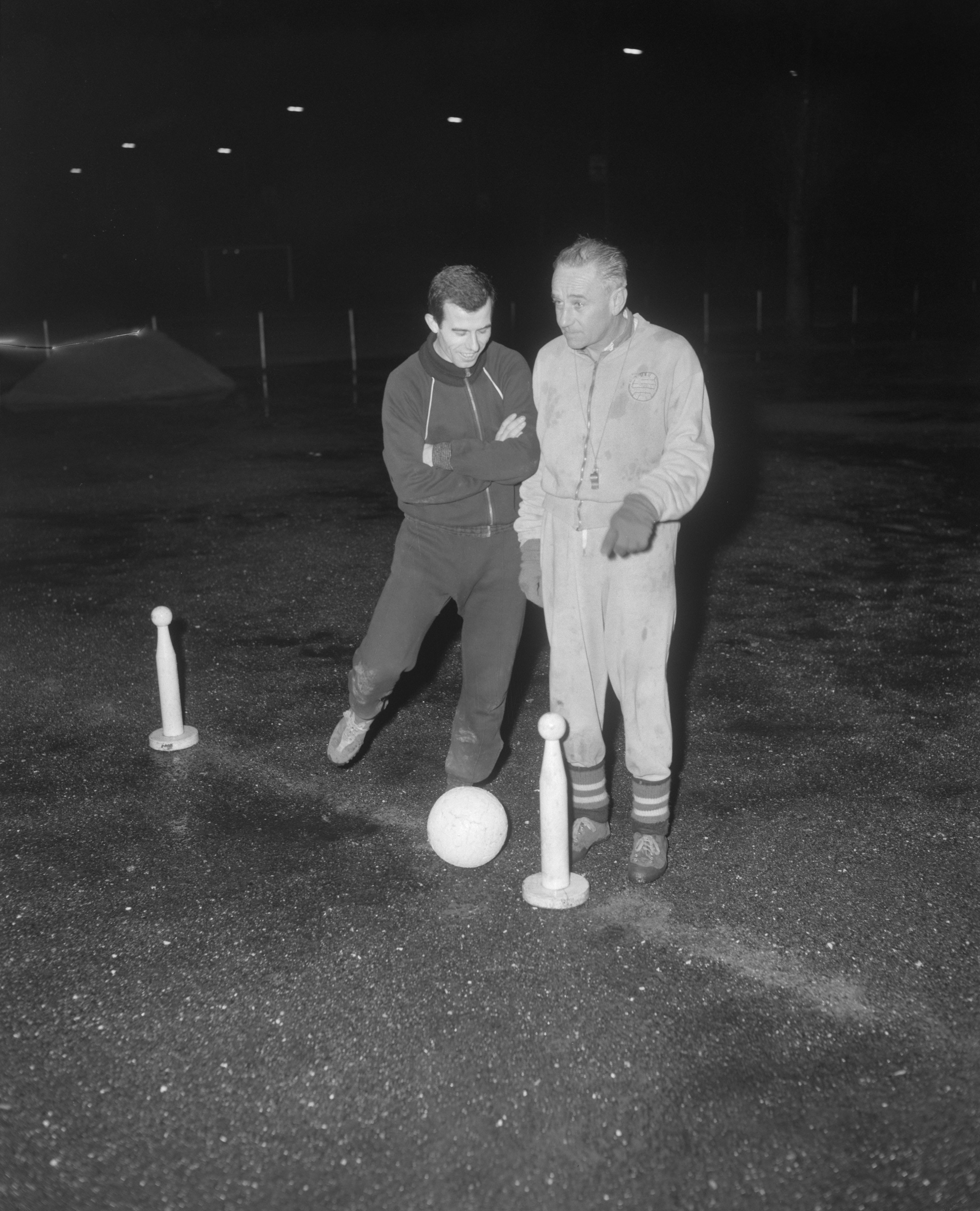
Coen Moulijn met trainer George Sobotka
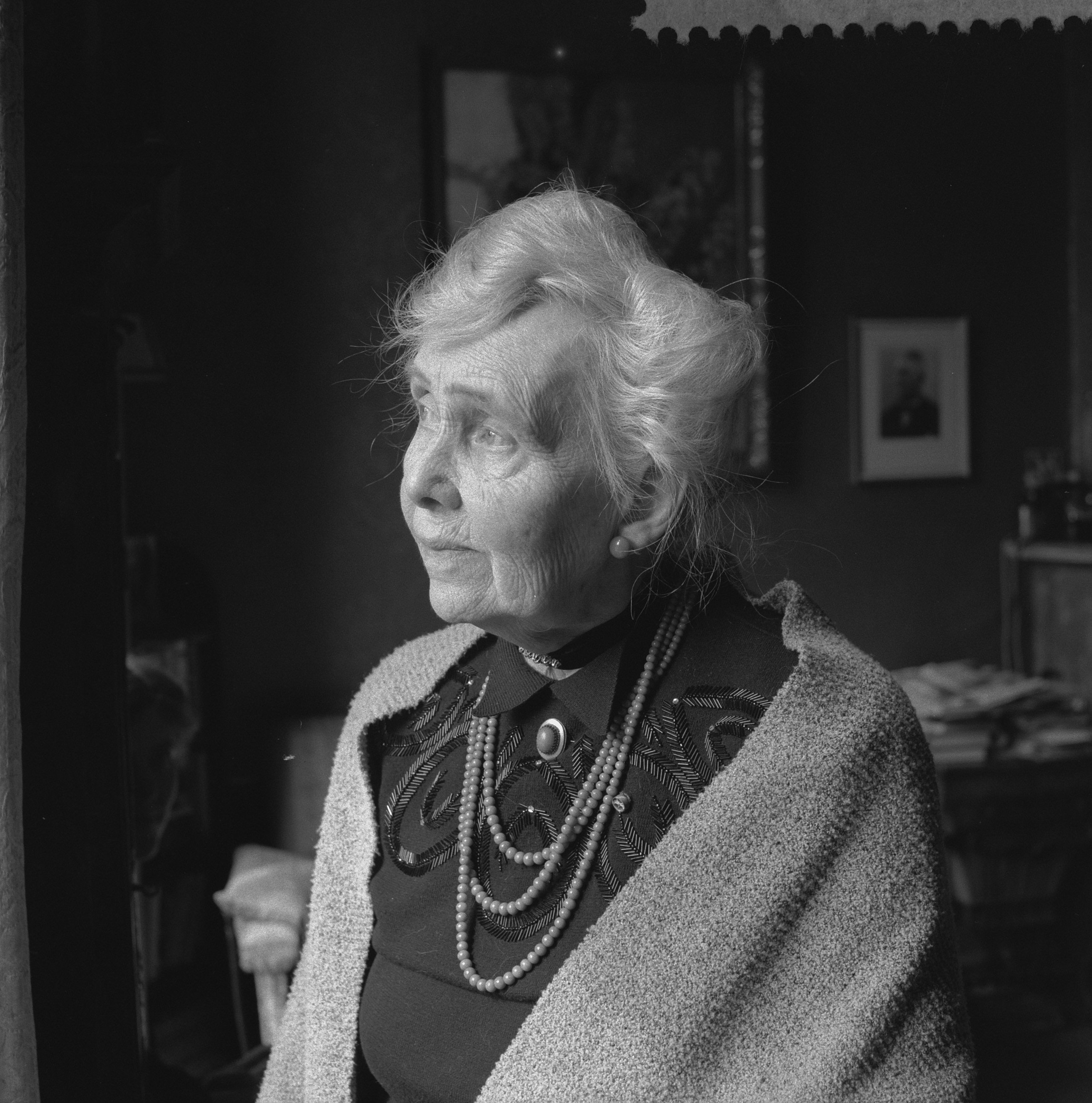
Ina Boudier Bakker 85 jaar
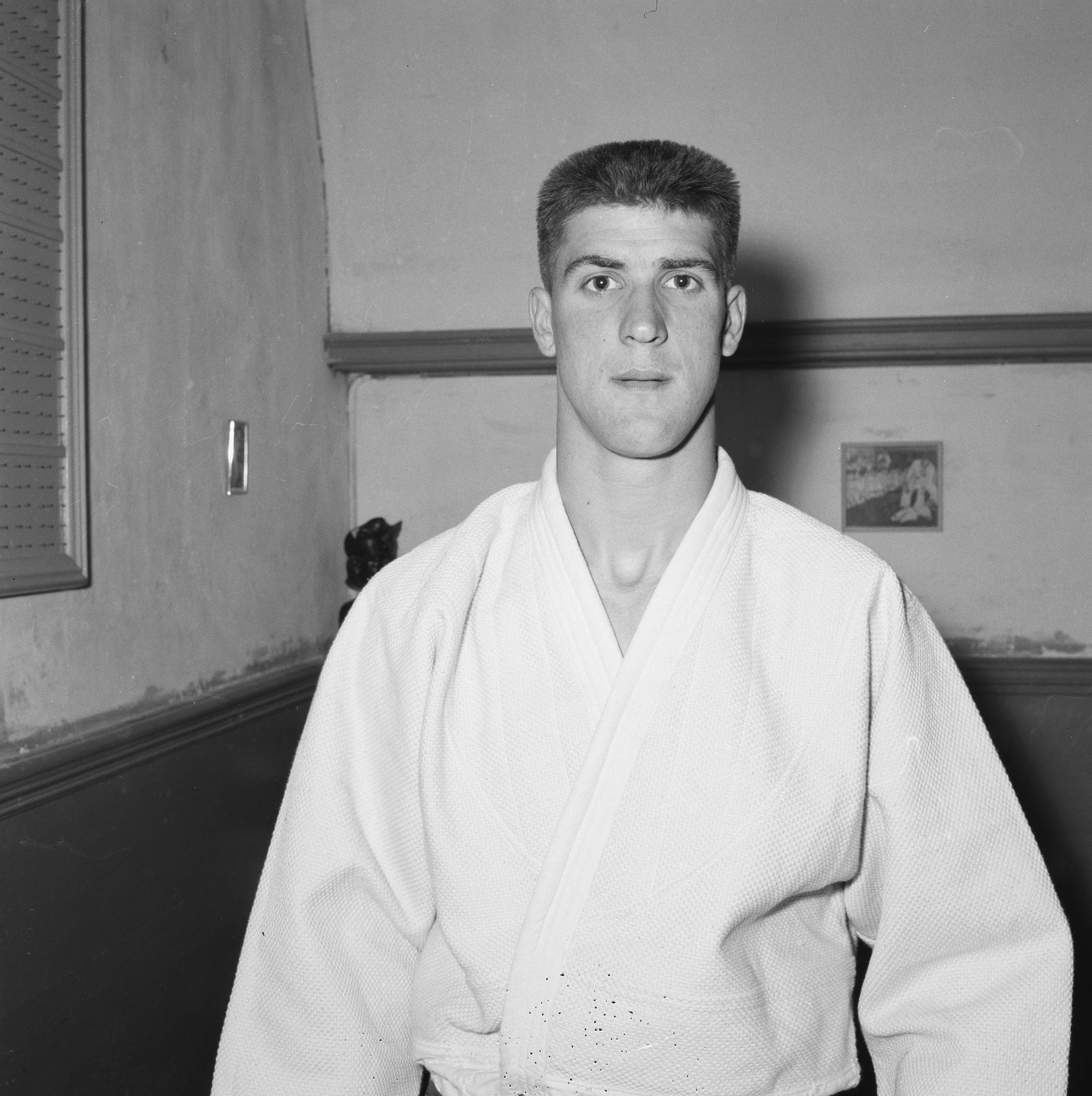
Anton Geesink
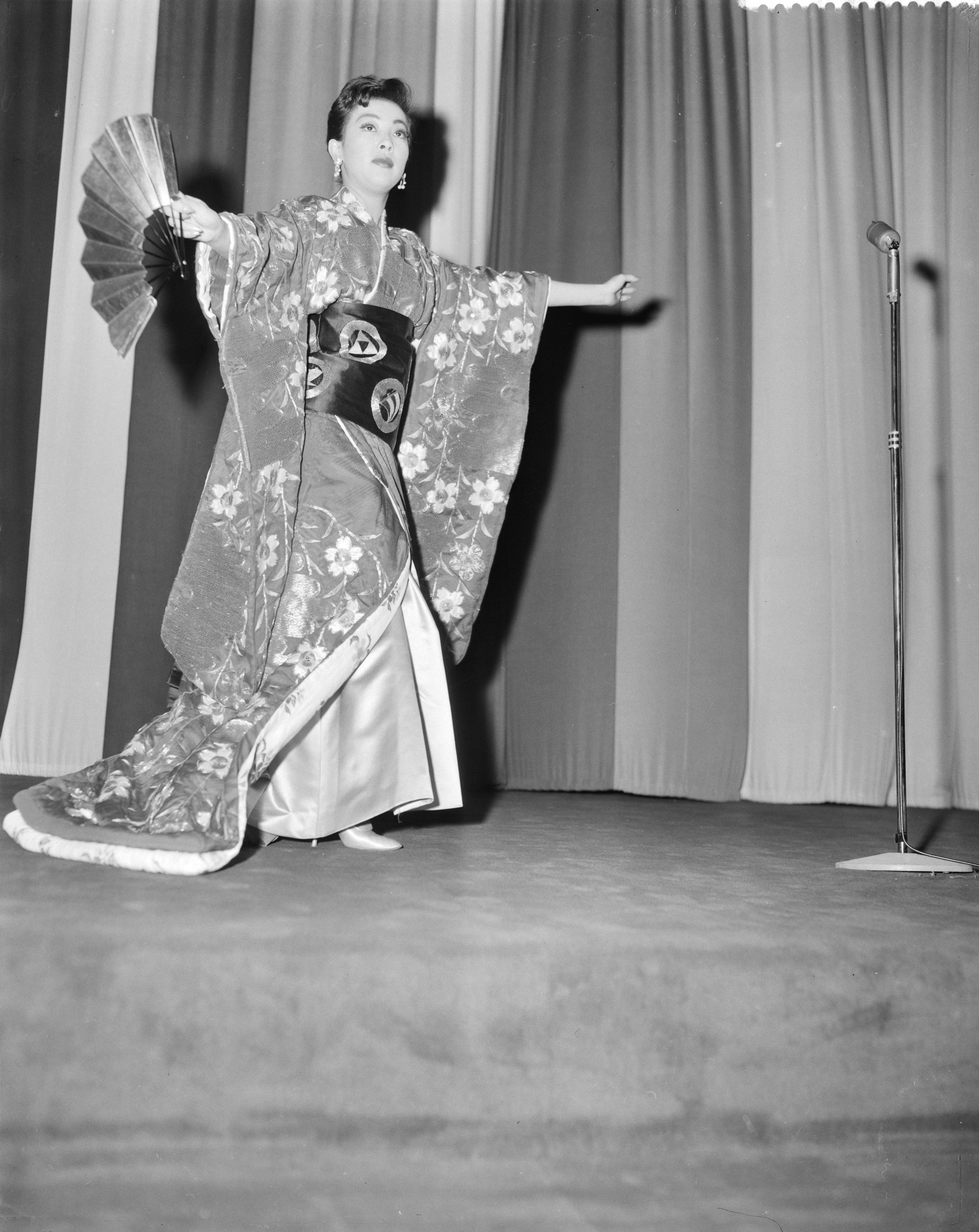
Miiko Taka

- International Standard Name Identifier: 0000 0003 9424 9298
- Nederlandse Thesaurus van Auteursnamen: 269705880
- PIC: 268124
- RKD-Nederlands Instituut voor Kunstgeschiedenis: 5994
- Virtual International Authority File: 267705020
- WorldCat: E39PBJvRQyhkCMGb7qHYRbP84q